# 普拉滕科格爾山

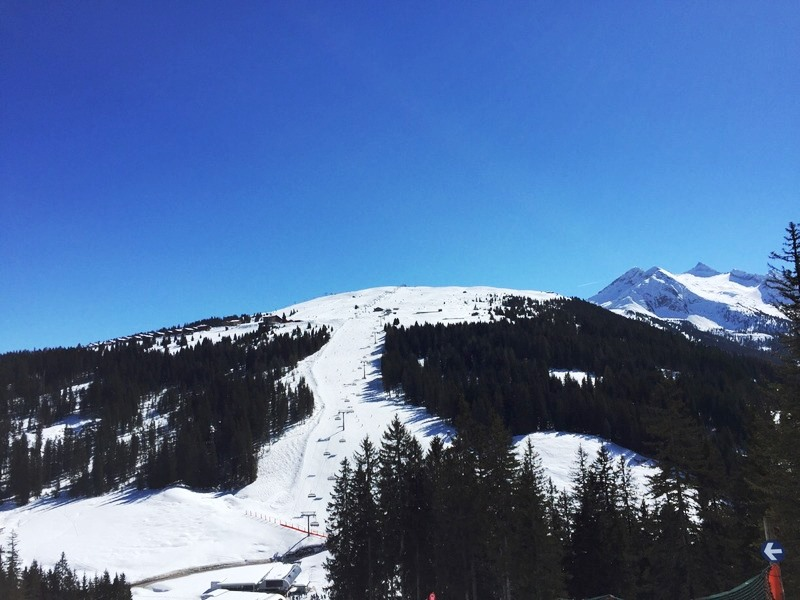

47°13′28″N 12°08′06″E / 47.224567°N 12.135067°E
普拉滕科格爾山（德語：Plattenkogel），是奧地利的山峰，位於該國中部，由薩爾茨堡州負責管轄，屬於齊勒塔爾阿爾卑斯山脈的一部分，海拔高度2,039米，每年平均降雨量1,971毫米。